# Tommy Sands
Thomas Adrian „Tommy“ Sands (* 27. August 1937 in Chicago, Illinois) ist ein US-amerikanischer Country-, Rockabilly- und Popmusiker sowie Schauspieler. Nachdem Sands 1957 mit Teen-Age Crush einen nationalen Hit hatte, setzte er zu einer Karriere als Sänger und Schauspieler an.

## Leben

### Kindheit und Jugend
Sands war der Sohn schottisch-irischer Einwanderer, die ebenfalls im Showgeschäft tätig waren. Sein Vater war Pianist und seine Mutter Sängerin in Art Kassels Big Band. In Chicago sammelte er als Kind erste Erfahrung im WBKB-TV Barn Dance. Mit sieben Jahren lernte er, Gitarre zu spielen, und trat in diesem Alter bereits im Louisiana Hayride auf, einer Countryshow, die über KWKH zu hören war. Zu dieser Zeit lebte die Familie bereits in Louisiana, seinen Abschluss an der High School machte Sands aber in Houston, Texas.

### Karriere
Seine professionelle Karriere begann Sands in der Country-Szene. Da er bereits als Kind aufgetreten war, hatte er als Jugendlicher genügend Showerfahrung. Er wurde ab 1952 von Colonel Tom Parker gemanagt, der später auch Elvis Presley betreute. 1951 machte Sands für das kleine Freedom-Label seine ersten Aufnahmen, und Colonel Parker verschaffte ihm 1953 einen Plattenvertrag bei RCA Victor, wo seinen Platten aber kein besonderer Erfolg beschieden war. Nach der High School zog Sands nach Los Angeles, da er nun auch die Schauspielerei für sich entdeckt hatte. Er war regelmäßig Gast in Tennessee Ernie Fords Radioshow und schloss sich für kurze Zeit dem Ensemble von Cliffie Stones Hometown Jamboree an.
Im Januar 1957 spielte Sands die Hauptrolle in der NBC-Show The Singing Idol, das lose auf der Geschichte Elvis Presleys basierte. Zunächst war die Rolle für Presley selber vorgesehen, doch da dieser ablehnte, wurde Sands engagiert. Seine Darbietung des Songs Teen-Age Crush dort machte Sands quasi über Nacht zum Star. Er bekam einen Vertrag mit Capitol Records und spielte Rock-’n’-Roll-Songs für das Label ein, das aus der Single einen Nummer-zwei-Hit in den Billboard Hot 100 machte.
Sands spielte nun keinen Country mehr, sondern weitaus populäreren Rockabilly, Rock ’n’ Roll und ab Ende der 1950er-Jahre auch Pop. Sein junges Alter und gutes Aussehen machten ihn schnell zu einem Teenager-Idol und für Capitol folgten weitere Hits wie Goin‘ Steady (#16), The Worryin‘ Kind (#69) oder Ring My Phone (#16), die jedoch alle nicht an den Erfolg seiner Debüt-Single herankamen. Sein Album Steady Date with Tommy Sands von 1957 erreichte Platz vier der Album-Charts. 1958 erhielt er die Möglichkeit, in dem Film Sing, Boy, Sing die Hauptrolle zu spielen, dem weitere Filme folgten. Der gleichnamige Titelsong zu Sing, Boy, Sing kam auf Platz 24 der Hot 100, das Album dazu auf Platz 17.
Auf Dauer konnte Sands sich jedoch nicht etablieren, weder im Plattengeschäft, da seine Hits Ende der 1950er-Jahre wieder verschwanden, noch in Film und Fernsehen, da seine Karriere dort schließlich in den 1970er-Jahren ihr Ende fand. Zwischen 1961 und 1967 stand Sands unter anderem für Buena Vista, ABC-Paramount und Imperial Records unter Vertrag.
Zwischen 1960 und 1965 war Sands mit Nancy Sinatra verheiratet und lebte mit ihr in Hollywood. Er hat eine Tochter aus einer anderen Beziehung und tritt heute weiterhin auf.

## Diskografie

### Alben
- 1957: A Steady Date with Tommy Sands (Capitol)
- 1958: Sing Boy Sing (Capitol)
- 1959: Sands Storm (Capitol)
- 1959: Teenage Rock (Capitol)
- 1959: This Thing Called Love (Capitol)
- 1960: Sands at the Sands (live) (Capitol)
- 1960: When I’m Thinking of You (mit Nelson Riddle, Capitol)
- 1961: Dream with Me (mit Nelson Riddle, Capitol)
- 1961: The Parent Trab (Soundtrack, Buena Vista)
- 1961: Babes in Toyland (Soundtrack, Buena Vista)
- 1977: Tommy Sands (Brunswick)
- 2004: The James Dean Story (Capitol)

### Singles
| Jahr                  | Titel                                                      | Kat. Nr. | Anmerkungen |
| --------------------- | ---------------------------------------------------------- | -------- | ----------- |
| RCA Victor            |                                                            |          |             |
| 1953                  | Transfer / Love Pains                                      | 47-5435  |             |
|                       | Spanish Conquita / Roses Speak Louder Than Words           | 47-5510  |             |
|                       | A Dime and a Dollar / Life Is So Lonesome                  | 47-5628  |             |
|                       | I Know About the Bees / Never Let Me Go                    | 47-5697  |             |
|                       | Don’t Drop It / A Place For Girls Like You                 | 47-5800  |             |
|                       | Hankerin’ / Don’t You Know I Love You                      | 47-5860  |             |
|                       | Kissin’ Ain’t No Fun / Something’s Bound to Go Wrong       | 47-6007  |             |
|                       | Don’t Drop It / Love Pains                                 | 47-6868  |             |
| Capitol Records       |                                                            |          |             |
| 1957                  | Teen-Age Crush / Hep De Hootie                             | 3639     |             |
| 1957                  | Ring-a-Ding-a-Ding / My Love Song                          | 3690     |             |
| 1957                  | Going Steady / Ring My Phone                               | 3723     |             |
| 1957                  | Let Me Be Loved / Fantastically Foolish                    | 3743     |             |
| 1957                  | Man, Like Wow! / A Swingin’ Romance                        | 3810     |             |
| 1957                  | Sing Boy Sing / Crazy ‘Cause I Love You                    | 3867     |             |
| 1958                  | Teenage Doll / Hawaiian Rock                               | 3953     |             |
| 1958                  | Big Date / After the Senior Prom                           | 3985     |             |
| 1958                  | Blue Ribbon Baby / I Love You Because                      | 4063     |             |
| 1958                  | The Worryin’ Kind / Bigger Than Texas                      | 4082     |             |
| 1959                  | I Ain’t Gittin’ Rid of You / Is It Ever Gonna Happen       | 4160     |             |
| 1959                  | Sinner Man / Bring Me Your Love                            | 4231     |             |
| 1959                  | I’ll Be Seeing You / That’s the Way I Am                   | 4259     |             |
| 1959                  | You Hold the Future / I Gotta Have You                     | 4316     |             |
| 1960                  | Crossroads / That’s Love                                   | 4366     |             |
| 1960                  | The Old Oaken Bucket / These Are the Things You Are        | 4405     |             |
| 1960                  | On and On / Doctor Heartache                               | 4470     |             |
|                       | Love In a Goldfish Bowl / I Love My Baby                   | 4580     |             |
|                       | Rainbow / Remember Me                                      | 4611     |             |
| 1961                  | Jimmy’s Song / Wrong Side of Love                          | 4660     |             |
|                       | Got Me a Baby / Wondrous One                               | 5535     |             |
| Buena Vista Records   |                                                            |          |             |
|                       | The Parent Trap / Let’s Go Together                        | C-803    | mit Annette |
|                       | The Parent’s Trap / Let’s Go Together                      | F-803    |             |
| ABC-Paramount Records |                                                            |          |             |
| 1963                  | A Young Man’s Fancy / Connie                               | 10466    |             |
|                       | Cinderella / Only ‘Cause I’m Lonely                        | 10480    |             |
|                       | Ten Dollars and a Clean White Shirt / Won’t You Be My Girl | 10539    |             |
|                       | Seasons in the Sun / Ain’t No Big Thing                    | 10591    |             |
| Liberty Records       |                                                            |          |             |
|                       | Love’s Funny / One Rose Today, One Rose Tomorrow           | 55807    |             |
|                       | The Statue / Little Rosita                                 | 55842    |             |
| Imperial Records      |                                                            |          |             |
| 1966                  | As Long As I’m Traveling On / Only One I’ve Got            | 66174    |             |
| 1967                  | Candy Store Prophet / Second to the Left                   | 66229    |             |
|                       | I Would Never Do That / ?                                  | 6623?    |             |
| Superscope Records    |                                                            |          |             |
|                       | Seasons in the Sun / Ain’t No Big Thing                    | 5-A007   |             |

## Charts und Chartplatzierungen

### Studioalben
| Jahr | Titel Musiklabel                       | Höchstplatzierung, Gesamtwochen, AuszeichnungChartsChartplatzierungen (Jahr, Titel, Musiklabel, Platzierungen, Wochen, Auszeichnungen, Anmerkungen) | Anmerkungen                |
| Jahr | Titel Musiklabel                       | US | Anmerkungen                |
| ---- | -------------------------------------- | --- | -------------------------- |
| 1957 | A Steady Date with Tommy Sands Capitol | US4 (18 Wo.)US | Erstveröffentlichung: 1957 |

### Singles
| Jahr | Titel Album            | Höchstplatzierung, Gesamtwochen, AuszeichnungChartplatzierungen (Jahr, Titel, Album, Platzierungen, Wochen, Auszeichnungen, Anmerkungen) | Höchstplatzierung, Gesamtwochen, AuszeichnungChartplatzierungen (Jahr, Titel, Album, Platzierungen, Wochen, Auszeichnungen, Anmerkungen) | Anmerkungen                                          |
| Jahr | Titel Album            | UK | US | Anmerkungen                                          |
| ---- | ---------------------- | --- | --- | ---------------------------------------------------- |
| 1957 | Teen-Age Crush –       | — | US3 (17 Wo.)US | Erstveröffentlichung: 1957                           |
| 1957 | Ring-A-Ding-A-Ding –   | — | US50 (5 Wo.)US | Erstveröffentlichung: 1957                           |
| 1957 | My Love Song –         | — | US62 (7 Wo.)US | Erstveröffentlichung: 1957                           |
| 1957 | Goin’ Steady –         | — | US19 (13 Wo.)US | Erstveröffentlichung: 1957                           |
| 1958 | Sing Boy Sing –        | — | US46 (11 Wo.)US | Erstveröffentlichung: 1958                           |
| 1958 | Teen-Age Doll –        | — | US81 (2 Wo.)US | Erstveröffentlichung: 1958                           |
| 1958 | Blue Ribbon Baby –     | — | US50 (11 Wo.)US | Erstveröffentlichung: 1958 Tommy Sands & The Raiders |
| 1959 | The Worryin’ Kind –    | — | US69 (9 Wo.)US | Erstveröffentlichung: 1959                           |
| 1959 | I’ll Be Seeing You –   | — | US51 (5 Wo.)US | Erstveröffentlichung: 1959                           |
| 1960 | The Old Oaken Bucket – | UK25 (7 Wo.)UK | US73 (4 Wo.)US | Erstveröffentlichung: 1960                           |

## Filmografie (Auswahl)
- 1957: Abenteuer im wilden Westen (Zane Grey Theater, Fernsehserie, 1 Folge)
- 1958: Sing, Boy, Sing
- 1958: Blaue Nächte (Mardi Gras)
- 1961: Blond, süß und sehr naiv (Love in a Goldfish Bowl)
- 1961: Aufruhr im Spielzeugland (Babes in Toyland)
- 1962: Der längste Tag (The Longest Day)
- 1963: Am Fuß der blauen Berge (Laramie, Fernsehserie, 1 Folge)
- 1964: Operation Pazifik (Ensign Pulver)
- 1965: Der Lohn der Mutigen (None But the Brave)
- 1965: Geächtet (Branded, Fernsehserie, 1 Folge)
- 1965: Bonanza (Fernsehserie, 1 Folge)
- 1967: The Violent Ones
- 1968–1976: Hawaii Fünf-Null (Hawaii Five-O, Fernsehserie, 3 Folgen)